# Andreas Leifeld
Andreas Leifeld († 1. Februar 2006 in Hannover) war ein deutscher Elektronik-Musiker und Videokünstler.

## Leben und Wirken
Leifeld studierte Elektrotechnik, Kunst, Computergrafik und Musik. Er absolvierte Praktika bei Telefunken und beim ZDF und wurde später als Musiklehrer in Paderborn tätig. Unter anderem leitete er Workshops im Computermuseum Heinz-Nixdorf-Forum, der Computerbibliothek und war Referent an verschiedenen Musikhochschulen.
Leifeld experimentierte bereits in den 1980er-Jahren mit elektronischer Musik und nahm in dieser Zeit zahlreiche Homerecordings auf. Im Jahr 1990 erschien Leifelds erstes Album Mysterious Messages auf dem Label Musique Intemporelle von Bernd Kistenmacher, der auf Elektronik-Musik spezialisiert war und selbst als Künstler auftrat. Mysterious Messages enthielt vor allem am Synthesizer entstandene Stücke aus den Jahren 1987 bis 1990. Zwei Jahre später folgte das zweite Album mit dem Titel Dance of the Elements, das ebenfalls auf Kistenmachers Label erschien.
Über Matthias Hoffmann wurde Leifeld auf das 1992 gegründete Label Harthouse aufmerksam, das auf House und Techno spezialisiert war und als Experimentierfeld für neue Künstler der Elektronikszene galt. Leifelds erste Single auf Harthouse, Call Me, erschien 1995. Es folgten weitere Singles sowie 1996 das Album Communication. Auf Harthouse war er als Multiinstrumentalist bekannt. Spätere Alben listen ihn unter anderem als Einspieler von Perkussion, Synthesizer, Bass, Keyboards, Piano, Gitarre und Sitar. Für viele seiner Stücke produzierte er auch die Videos, die meist experimentellen Charakter hatten, aber dennoch auf VIVA und MTV liefen. Kommerziell arbeitete Leifeld im Bereich Videokunst unter anderem für die imm cologne und die Landesgartenschau Nordrhein-Westfalen. International war Leifeld zudem als DJ und im Bereich Live-Visuals gefragt.
Leifeld arbeitete in den späten 1990er-Jahren an verschiedenen Musikprojekten, darunter Trieb.Werk, Vocophone und FLUX. Als FLUX war er unter anderem mit dem Titel Herz an Herz am Remix-Album Für Jasmin beteiligt, auf dem Elektronik-Künstler Titel von Blümchen bearbeiteten. Weitere Remixe entstanden für die Gruppen Box of Frox (Peter Musebrink & Björn Gerhard alias Deep Dive Corp., 2000 bzw. 2001) sowie Dissidenten (2001). Nach längerer Pause veröffentlichte Leifeld 2005 unter dem Pseudonym Natural Frequencies mit Ornamental Journey ein neues Album. Ein weiteres Album mit dem Titel Tranquility in Motion war bereits fertiggestellt und sollte 2006 veröffentlicht werden. Leifeld verstarb am 1. Februar 2006, nachdem er über mehrere Jahre schwer erkrankt war, an akutem Organversagen in einem Krankenhaus in Hannover. Tranquility in Motion erschien postum 2007.

## Rezeption
allmusic lobte das Album Discoveries als „futuristisch in Konzeption und Ausführung“; Leifeld sei es gelungen, Rock- und Pop-Elemente in seine Musik zu integrieren, dabei jedoch progressiv zu bleiben. Leifelds Musik steche aus der Menge heraus, setze sich über Kategorisierungen hinweg und schwebe zwischen Komposition und Improvisation, schrieb allmusic in Bezug auf Leifelds drittes Album Dance of the Elements. Leifeld sei ein brillanter, aber wenig bekannter Künstler, und ein „lebendes Beispiel der Cyberpunk-Mentalität“.

## Diskografie
Singles
- 1995: Call Me / Temptation (Harthouse/Eye Q Records)[9]
- 1995: Voodoo (Harthouse/Eye Q Records)
- 1996: Caruso (als FLUX; auf Eintausend Schallplatten / Edel Music)
- 1996: Tetrode (als Trieb.Werk; auf Underworld Records)
- 1998: Rotation (als Trieb.Werk; auf Underworld Records)
- 1998: Move (auf Conflict Records und Underworld Recordings)
- 1999: Floating Room (als Trieb.Werk; auf Underworld Records)
- 2004: Basteroid / Vocophon (als Vocophon; auf Sender Records)

Alben
- 1990: Mysterious Messages (auf Musique Intemporelle)
- 1991: Discoveries (auf 4 U / Cms M, Bell Musik)
- 1992: Dance of the Elements (auf Musique Intemporelle)
- 1993: Something Happens (auf 4 U / Cms M, Bell Musik)
- 1996: Communication (auf Harthouse/Eye Q Records, EP)
- 1998: Next Step (Conflict Records)
- 1998: Harthouse Traxx (auf Generator / MZ)
- 2000: Phase One (Conflict Records)
- 2005: Ornamental Journey (als Natural Frequencies; auf ozella lounge)
- 2007: Tranquility in Motion (als Natural Frequencies; auf ozella lounge)

Sampler (Auswahl)
- 1998: Return To Technology – 10 Years of Technology Sounds (Titel Le Poison; auf BOY Records)
- 1999: Organic Wax (Titel Interferences, auf Dam Music)
- 2000: Computermusik 1.0 (Titel The „B“, auf Ware Records)
- 2005: The World Of Acid (Titel Move, auf ZYX Music)
- 2007: The Sound, Vol. 1: Pure Downtempo Magic (Titel Hurikea, auf Ozella Music)